# 圣克里斯托尔莱萨莱斯
圣克里斯托尔-莱萨莱斯（法語：Saint-Christol-lez-Alès，法語發音：[sɛ̃ kʁistɔl lez‿alɛs]）是法国加尔省的一个市镇，属于阿莱斯区。

## 地名
该地名“Saint-Christol-lez-Alès”发音为[sɛ̃ kʁistɔl lez‿alɛs]，意为“阿莱斯附近的圣克里斯托尔”，《世界地名翻译大辞典》与《世界地名译名词典》将其误译作“圣克里斯托尔-莱萨勒”。

## 地理
圣克里斯托尔-莱萨莱斯（44°5'4"N, 4°4'37"E）面积20.25 平方千米，位于法国奧克西塔尼大區加尔省，该省份为法国南部沿海省份，南端濒地中海，北起顺时针与阿尔代什省、沃克吕兹省、罗讷河口省、埃罗省、阿韦龙省和洛泽尔省接壤。
与圣克里斯托尔-莱萨莱斯接壤的市镇（或旧市镇、城区）包括：阿莱斯、巴加尔、里博特-莱塔韦尔讷、圣伊莱尔-德布雷特马斯、圣让迪潘、韦泽诺布尔。
圣克里斯托尔-莱萨莱斯的时区为UTC+01:00、UTC+02:00（夏令时）。

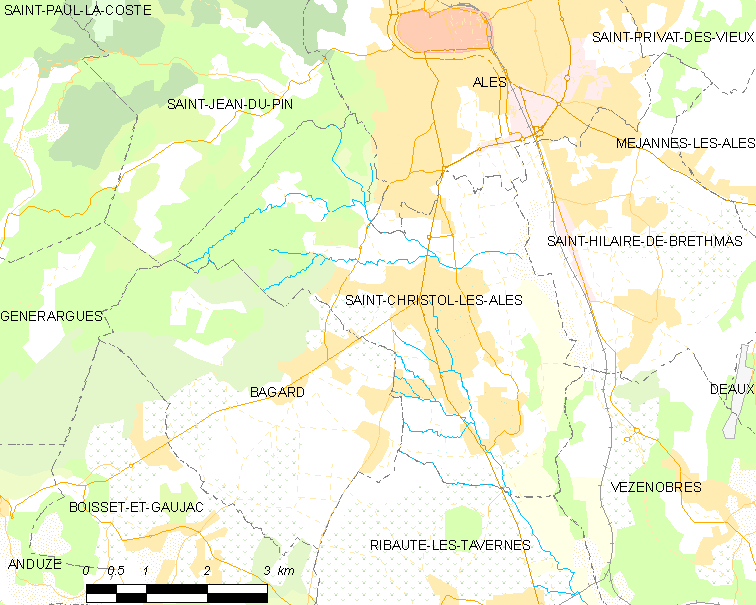
圣克里斯托尔-莱萨莱斯的OSM定位图

## 行政
圣克里斯托尔-莱萨莱斯的邮政编码为30380，INSEE市镇编码为30243。

## 政治
圣克里斯托尔-莱萨莱斯所属的省级选区为阿莱斯第一县。

## 人口
圣克里斯托尔-莱萨莱斯于2022年1月1日时的人口数量为7199人。

1962-2008年间圣克里斯托尔-莱萨莱斯人口变化图示